# Stipo Marković
Stipo Marković (Kiseljak, 3 dicembre 1993) è un calciatore bosniaco, difensore dello Željezničar.

## Carriera

### Club
In carriera ha giocato 16 partite di qualificazione alle coppe europee, di cui 1 per la Champions League e 15 per l'Europa League.

### Nazionale
Ha giocato nella nazionale bosniaca Under-21.

## Palmarès

### Club

#### Competizioni nazionali
- Coppa di Bosnia: 2

Široki Brijeg: 2012-2013, 2016-2017